# Dinoptera
Dinoptera is een kevergeslacht uit de familie van de boktorren (Cerambycidae). De wetenschappelijke naam van het geslacht werd voor het eerst geldig gepubliceerd in 1863 door Mulsant.

## Soorten
Dinoptera omvat de volgende soorten:
- Dinoptera daghestanica (Pic, 1897)
- Dinoptera anthracina (Mannerheim, 1849)
- Dinoptera chrysomelina Holzschuh, 2003
- Dinoptera collaris (Linnaeus, 1758)
- Dinoptera concolor Ganglbauer, 1888
- Dinoptera lota Holzschuh, 1998
- Dinoptera minuta (Gebler, 1832)